# Каплиця-ротонда святої Параскеви П'ятниці (Підкамінь)
Каплиця-ротонда (нині – храм св. Параскеви П'ятниці) — діючий греко-католицький храм, освячений на честь св. Параскеви П'ятниці.

## Розташування
Храм розташований по дорозі (на спуску) від монастиря Походження Дерева Хреста Господнього, на східному схилі гори Рожниця, у селищі Підкамінь, Львівської області.  Храм розташований на крутому схилі і оточений невисоким (біля 1м висотою) кам'яним муром, у якому зроблені кілька невеличких проходів. Таким чином, весь комплекс нагадує мініатюрну фортецю.

## Опис
У своєму архітектурному вирішенні каплиця – гранчаста за поземним планом і перекрита масивним куполом. До її східної грані прилягає прямокутне у плані приміщення, покрите двосхилим дахом з фронтоном. Стіни каплиці оформлено пілястрами, а фасади акцентовано трикутними фронтонами. Західний портал декорований бароковою ліпниною. Уся сакральна споруда перекрита зімкнутим склепінням. Ця будівля вважається однією з кращих ротонд епохи бароко в Україні. Її вівтар відзначався з-поміж інших своєю архітектурною довершеністю. Упродовж усієї історії у католицьких країнах Європи і у греко-католиків будівлі каплиць використовувалися і нині використовуються як повноцінні храми з вівтарем. Своєю формою та розміром споруда нагадує каплицю у селі Новий Став, проте має значно багатше оздоблення. Завдяки своїм великим розмірам капиця, з часом, стала використовуватися як храм і тепер є церквою Святої Параскеви П’ятниці. Після реставраційних робіт, що відбулися недавно, храм було пофарбовано в яскраві кольори, що спотворило естетику будівлі, а поряд, на культурному шарі пам'ятки, було зведено триповерхову садибу, яка зіпсувала загальний вигляд архітектурного ансамблю. 

## Історія
Богоматір явилася прочанам села за набожність та вірність християнським традиціям. В знак подяки Богоматір залишила на схилі гори, на згадку про явлення, відбиток своєї стопи. В 1739 році, поблизу відбитку стопи, на схилі гори, неподалік монастиря, розпочалося будівництво каплиці Стіп Богородиці. На початку XXI ст. каплиця почала  використовуватися як греко-католицький храм, освячений на честь св. Параскеви П'ятниці. На жаль, у 2015 році розкішна барокова брама постраждала від непрофесійного ремонту. Будівництво було завершене в 1741 році. Архітекторами храму є А.Кастеллі, та Ф.Каппоні. Храм є класичним взірцем західно-європейського бароко.   